# 血战杜家山
血战杜家山，又称杜家山之战，1944年6月18日，日军攻占省城长沙市后，军力向宁乡县县城挺近，遭到中国军队抵抗五天五夜，最后中国军队失败，宁乡县县城被日军占据告终。

## 背景
1944年5月，大日本帝国集中优势兵力12万大举进攻湖南省。 1944年6月18日，湖南省长沙市被日军占据，长沙市沦陷。

## 事件

### 战前部署
日军从益阳市、望城县乔口镇开始进犯宁乡县县城，形成一种合围包抄之势。中国政府国民革命军驻扎于宁乡县城。第74军第58师师长张灵甫奉命防守宁乡县城。

### 战争开始
从乔口进犯的1000余日军沿沩水而上，在6月22日黄昏时分到达宁乡县城南郊。日军根据间谍的情报，得知宁乡县城防守力量薄弱，于是大举涌入南门桥，直逼县城。此时，埋伏在沩水西岸的58师部向日军开火，日军遭到袭击后乱作一团，无法组织队伍还击，死亡数十人之后后撤。日军随后组织队伍几次进攻，都被击退，并最终没有踏上南门桥一步。此战指挥官为173团团长何澜。
傍晚时分，日军出动飞机三架开始轰炸地面陆军，被国军击落飞机一架。
晚上，日军利用天气作为屏障，一部分人在沩江东岸的柳树林射击，牵制国军兵力，其余在南门桥下游涉水过河，从梅家田、仓岭一直经过谈家岭，向杜家山后面形成了一个包围圈。接近国军时，开始射击，国军两次打退了日军的进攻。不久之后，东岸的日军攻占了南门桥，国军腹背受敌，被数十倍的日军包围。几次抵抗日军的冲锋之后，国军弹尽粮绝，跳出战壕，展开肉搏战。全营200多名士兵无一生还，无一被俘，全部阵亡。

### 战后结果
杜家山战役之后，日军全面占领了宁乡县城。国军正规军全部撤退到湘乡县。日军在宁乡县城占据长达一年零二个月。将宁乡县全县全部珍贵古玩、名人书画、古籍善本、佛道神像搬走运送至日本。日军在宁乡县城展开三光政策，宁乡县全县经济、人口损失惨重。

## 评价
中国抗日战争胜利以后，宁乡县人民在杜家山修建了“抗日阵亡烈士纪念墓”，墓碑上有中华民国总统蒋介石题写的“浩气长存”、王耀武题写的“气壮山河”。